# Kimberley Mickle

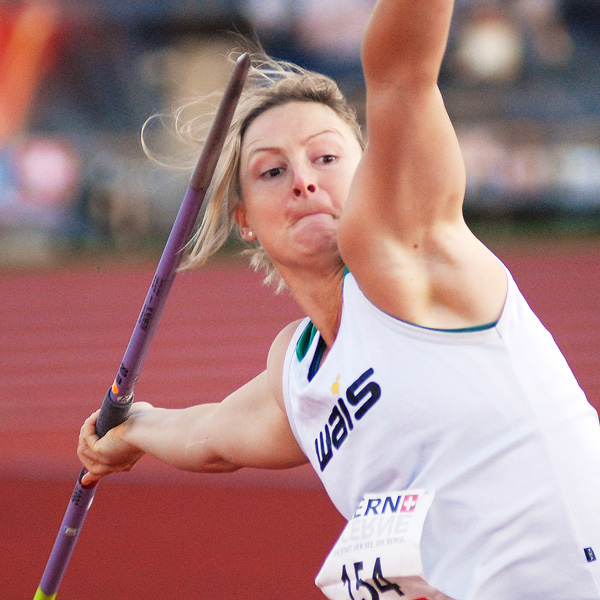
Kimberley Mickle 2012

Kimberley Mickle (* 28. Dezember 1984 in Perth) ist eine australische Speerwerferin.
Die Jugendweltmeisterin von 2001 hatte ihren ersten großen Erfolg bei den Commonwealth Games 2006 in Melbourne, bei denen sie Vierte wurde. Im selben Jahr wurde sie Fünfte beim Leichtathletik-Weltcup in Athen.
2009 schied sie bei den Leichtathletik-Weltmeisterschaften in Berlin in der Qualifikation aus und wurde Sechste beim Leichtathletik-Weltfinale. Im Jahr darauf gewann sie Silber bei den Commonwealth Games 2010 in Neu-Delhi und wurde Dritte beim Leichtathletik-Continental-Cup in Split.
2011 wurde sie Sechste bei den Weltmeisterschaften in Daegu, und 2012 kam sie bei den Olympischen Spielen in London nicht über die erste Runde hinaus.
Bei den Leichtathletik-Weltmeisterschaften 2013 in Moskau gewann sie mit 66,60 m die Silbermedaille. 2014 siegte sie bei den Commonwealth Games in Glasgow und wurde Vierte beim Continental-Cup in Marrakesch.
Bislang wurde sie neunmal nationale Meisterin (2005–2007, 2009–2014). Ihre persönliche Bestweite von 66,83 m stellte sie am 22. März 2014 in Melbourne auf.
Kimberley Mickle ist 1,68 m groß und wiegt 69 kg. Sie wird von Grant Ward trainiert und startet für den Mandurah Rockingham Athletics Club.